# Guillaume Joseph Norbert Delaistre
Pour les articles homonymes, voir Delaistre.
Ne doit pas être confondu avec Jean-François-Marie Delaître.
Guillaume Joseph Norbert Delaistre est un homme politique français né le 8 février 1769 à Dieppe et décédé le 10 février 1846 à Paris.

## Biographie
Il est Commissaire du directoire exécutif près l'administration centrale de la Seine-Inférieure. Il est le premier préfet de la Charente, du 2 mars 1800 au 9 mars 1802. Le citoyen Delaistre, Préfet, publie en 1801 la Statistique du département de la Charente [lire en ligne]
Membre du Tribunat pour la Charente le 27 mars 1802, il est secrétaire de cette assemblée. Il a soutenu la proclamation de l'Empire. 
Il est nommé conseiller référendaire à la Cour des Comptes en 1807 et est créé chevalier d'Empire en 1808. Il est député de la Seine-Maritime en 1815, pendant les Cent-Jours.

## Distinctions
- Commandeur de la Légion d'honneur

## Sources
- « Guillaume Joseph Norbert Delaistre », dans Adolphe Robert et Gaston Cougny, Dictionnaire des parlementaires français, Edgar Bourloton, 1889-1891 [détail de l’édition]